# Marguerite de Hochstaden
Marguerite de Hochstaden, également Marguerite de Are-Hochstaden (ou aussi Are-Hostaden) (avant 1214 - † 30 janvier 1314 à Hückeswagen) était la fille du comte Lothaire Ier d'Are-Hochstaden et de Mathilde de Vianden. En 1240, elle épousa le comte Adolphe IV de Berg, qui dirigea le comté de Berg de 1246 à 1259. Elle était également la sœur de l'archevêque de Cologne, Konrad von Hochstaden, qui a posé la première pierre de la cathédrale de Cologne en 1248.
Elle ne doit pas être confondue avec Marguerite de Hochstaden, l'épouse de Lothaire II de Are-Hochstaden. Cette Marguerite de Hochstaden était la belle-sœur de l'archevêque Konrad de Cologne et non la sœur.

## Le mariage avecAdolpheIVde Berg
La raison de son mariage avec Adolphe IV de Berg était un double mariage politique. Son frère Konrad von Are-Hochstaden, devenu archevêque de Cologne en 1238, a combattu aux côtés du pape Grégoire IX contre l'empereur Frédéric II. Après une campagne en terre de Juliers et de durs combats, la paix a été gagnée qui a été scellée par ce mariage.

## Marguerite régente de l'ancien comté de Hückeswagen
Tout d'abord, sous le règne de son fils Adolphe V, elle a ajouté le comté indépendant de Hückeswagen, qui avait été promis à Berg, au territoire de son fils. Le 6 juillet 1260, la propriété fut remise aux comtes de Berg par le comte Franco de Hückeswagen (de) (mentionné de 1240 à 1277 environ), qui avait émigré en Moravie, avec son frère Heinrich. Les comtes de Hückeswagen ont renoncé à toutes poursuites et réclamations légales de leur comté.
Elle a d'abord résidé avec son fils au château de Burg, le manoir des comtes de Berg, mais a ensuite déménagé dans la résidence de sa veuve qui deviendra plus tard, le château de Hückeswagen (en). Elle y décède à un âge très avancé de plus de 100 ans.

## Progéniture
- Englebert, prévôt de Cologne ;
- Conrad Ier de Berg, évêque de Münster (1306–1310) († 25 mai 1313) ;
- Walram, prévôt de Cologne ;
- Guillaume Ier de Berg († 16 avril 1308) ;
- Adolphe V de Berg, († 28 septembre 1296) ;
- Irmgard († 24 mars 1294), épouse d'Eberhard ou Évrard Ier de La Marck (mort en 1308), comte de La Marck ;
- Henri, seigneur de Windeck († vers 1295).

## Sources
- (de) Cet article est partiellement ou en totalité issu de l’article de Wikipédia en allemand intitulé « Margarete von Hochstaden » (voir la liste des auteurs).
- Jürgen Simon: Geschichte der Grafschaft Hückeswagen, aus 900 Jahre Hückeswagen, 1985